# 免費報紙
免費報紙是免費向讀者派發的報紙，通常在地鐵站和人流多的地點免費派發，包括各大屋苑、主要大街等。免費報紙的收入來源主要依賴廣告。
依靠廣告收入經營的免費報紙，通常新聞內容少，而廣告多，因為白報紙成本貴，所以越多新聞轉載，報社開支越大。出紙越多，浪費越多，不合利潤最大化商業原則。
在飛機機艙或貴賓候機室，免費報紙及免費雜誌是常見的供應品。在不少豪宅、屋苑或服務式住宅，住戶經常收到非賣品的報紙，其中不乏外間的付費報紙，包括紐約時報、華盛頓郵報、大公報等。

## 競爭對手
免費報紙的對手是付費報紙，後者較多的編輯及採訪記者，出版獨家新聞，非二手消息。另外，電子化的互聯網網路新聞或會取代「向讀者派發的報紙」。

## 地區

### 中國大陆
在中國大陆，報紙會貼在公眾地方如車站、學校走廊的報告板上，如皇榜一般供讀者路過圍觀集體免費閱讀。
而在中國大陆主要在轨道交通系统发行的免費報紙则始于2003年，当年解放日报报业集团主管的《I时代报》（2013年改为上海报业集团主管）改版，转型为免費報紙，开始在上海地铁各车站发行。此后，一批免费地铁报开始相继出现，如《北京娱乐信报》（北京地铁）、《羊城地铁报》（广州地铁）、《都市热报》（重庆轨道交通）、《地铁第一时间》（沈阳地铁）、《深圳都市报·地铁早8点》（深圳地铁）、《武汉晨报》（地铁读本，武汉地铁）、《城市早8点》（苏州轨道交通，后与《城市商报》合并，合并后保留后者刊名）、《春城地铁报》（昆明地铁）、《城报》（杭州地铁）和《西安地铁早8点》（西安地铁）等。
随着纸媒的衰落，一些地铁免费报也宣布停刊，例如在2018年，《北京娱乐信报》、《I时代报》、《地铁时报》相继宣布停刊。

### 唐人街
在唐人街，有一些熱心文化人自資或獲友人贊助出版華文報紙，分置於食肆商場供讀者免費取閱。

### 香港
《都市日報》是香港的第一份免費報紙，於2002年4月15日創刊，其後《頭條日報》、《am730》等也開始加入了免費報紙市場。根據2011年8月統計，香港的免費報紙佔整個報業廣告市場的三分之一。
香港免費報紙的全盛時期為2012年8月至2013年10月，市場上有8份香港發行的免費報章（6份中文日報、1份中文晚報、1份英文日報）。
- 《都市日報》
- 《頭條日報》
- 《am730》
- 《英文虎報》
- 《晴報》[4]
- 《爽報》（已停刊）
- 《新晚報》於2012年8月20日復刊，由《新晚報集團有限公司》推出，為香港的第7份免費報章（於2014年停刊）。
- 《大紀元時報》，已於2016年3月起改為收費報章。
- 《香港仔》，創刊於2018年4月9日。

據廣告媒體監察公司admanGO報告，香港的免費報紙與收費報紙於2015年11月在廣告市場的佔有率相若，均為16%。

### 台灣
- 《Upaper》
- 《爽報》
- 《NOWnews今日新聞報》

### 北美

#### 加拿大
- 加西周末，温哥华的免費中文報紙之一。

#### 美國
- RedEye（英语：RedEye），芝加哥的免費報紙之一。

### 歐洲

#### 英國
- 伯明翰日報（英语：Birmingham Daily News）
- 倫敦旗幟晚報
- 地铁報（英语：Metro (British newspaper)）

### 澳洲
‧ 《昆士蘭 華商周報》（页面存档备份，存于）

## 歷史
- 於美國歷史裡，第一份的免費報紙是由Dean Lesher於1940年代出版的康特拉科斯塔時報（英语：Contra Costa Times）。
- 於美國以外的國家則是於德國，由Charles Coleman於1882年開始的呂貝克日報（德语：Lübecker Nachrichten），於1885年正式出版。